# Touillon
Touillon ist eine französische Gemeinde mit 461 Einwohnern (Stand 1. Januar 2022) im Département Côte-d’Or in der Region Bourgogne-Franche-Comté. Sie gehört zum Kanton Montbard und zum gleichnamigen Arrondissement Montbard. 
Sie grenzt im Nordwesten an Montbard, im Norden an Étais, im Nordosten an Villaines-en-Duesmois, im Osten an Fontaines-en-Duesmois, im Südosten an Lucenay-le-Duc, im Süden an Fresnes, im Südwesten an Fain-lès-Montbard und im Westen an Marmagne.

## Siehe auch

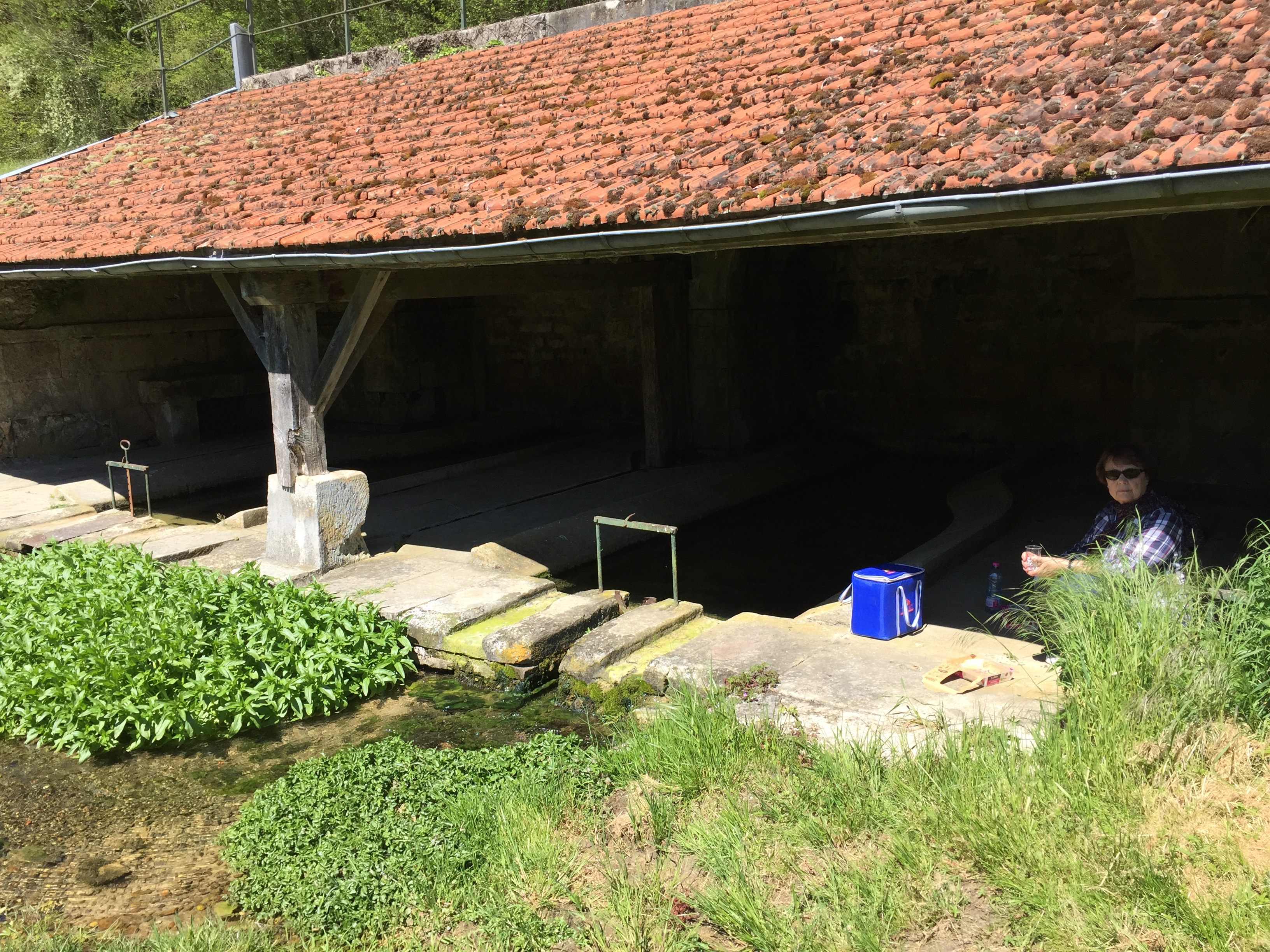
Lavoir

## Bevölkerungsentwicklung
| Jahr                       | 1962 | 1968 | 1975 | 1982 | 1990 | 1999 | 2008 | 2015 |
| -------------------------- | ---- | ---- | ---- | ---- | ---- | ---- | ---- | ---- |
| Einwohner                  | 522  | 487  | 408  | 451  | 493  | 456  | 406  | 464  |
| Quellen: Cassini und INSEE |      |      |      |      |      |      |      |      |